# Saint-Yrieix-les-Bois
Saint-Yrieix-les-Bois é uma comuna francesa na região administrativa da Nova Aquitânia, no departamento de Creuse. Estende-se por uma área de 15,7 km². Em 2010 a comuna tinha 291 habitantes (densidade: 18,5 hab./km²).